# 7 Wileńska Brygada Armii Krajowej

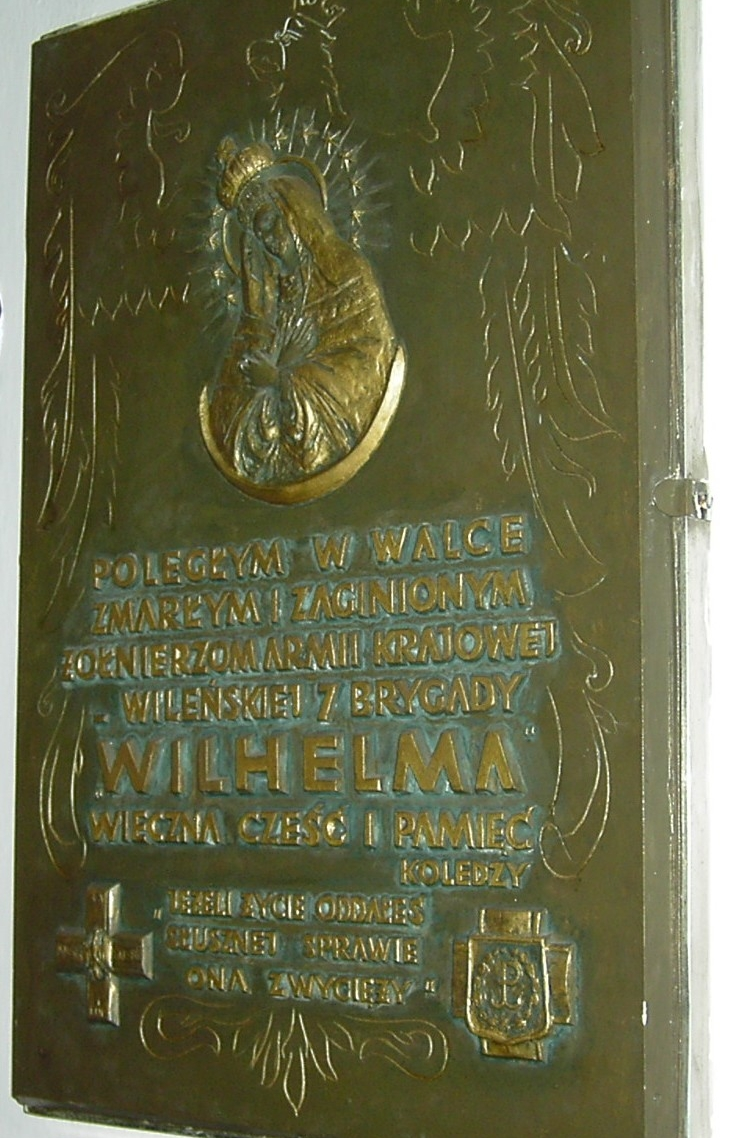
Tablica epitafijna

7 Wileńska Brygada Armii Krajowej – polski oddział partyzancki Okręgu Wilno Armii Krajowej.
Brygada sformowana została w lutym 1944 w Bolesławowie na bazie oddziału bosmana Jana Czerwińskiego „Żuka” i oddziału partyzanckiego Wacława Makowskiego „Wacława”.
Dowódcą 7 Wileńskiej Brygady AK był por. Wilhelm Tupikowski ps. „Wilhelm”. Dowódcą oddziału kadrowego Brygady był Aleksander Alesionek ps. „Piorun”.
Żołnierze oddziału nie wzięli udziału w operacji Ostra Brama. W lipcu 1944 brygada liczyła ok. 300–400 partyzantów.

## Formowanie brygady i zmiany organizacyjne
Oddział por. Wilhelma Tupikowskiego „Wilhelma” liczył pierwotnie około 20 osób.
W marcu 1944 rozpoczęto formowanie plutonu drugiego, a w kwietniu trzeciego. W kwietniu liczył już około 110 partyzantów. W połowie maja rozpoczęto organizację zwiadu konnego.
W czerwcu brygada przeszła do Taboryszek, w rejon koncentracji jednostek partyzanckich Okręgu Wileńskiego AK. W rejonie wsi Skorbuciany i Sorok Tatary, czyli w miejscu dawnych działań 7 Brygady, z nadwyżek rezerw konspiracyjnych, powstała nowa jednostka partyzancka - oddział "Gozdawy".
W trakcie akcji „Ostra Brama” oba oddziały operowały w okolicy Skorbudan, nie biorąc udziału w walkach o Wilno. Rozkazem Inspektora „Pohoreckiego” zostały najpierw rozwiązane, a następnie 11 lipca reaktywowane. Żołnierzy oddziału „Gozdawy” włączono do 7 Brygady AK.
O świcie 18 lipca 1944, w okolicach wsi Piełokańce, 7 Wileńska Brygada Armii Krajowej została rozbrojona przez zmotoryzowane oddziały Armii Czerwonej.

## Działania partyzanckie
Od lutego 1944 brygada działała w rejonie Puszczy Rudnickiej. Do połowy marca prowadzono prace organizacyjne, a żołnierze szkolili się. 21 marca oddział brygady pod dowództwem W. Makowskiego "Wacława" przeprowadził akcję na Białą Wakę. 25 marca 1944 roku 20-osobowy pododdział uderzył na stację kolejową Wielkie Pole. Rozbito niemiecki posterunek ochrony kolei. Wykorzystując zaskoczenie uderzono na też właśnie przybyłe dwa wagony litewskich żołnierzy z korpusu Plechavicziusa. Zaskoczeni Litwini po krótkiej walce skapitulowali. Zdobyto broń, amunicję i skrzynie z konserwami. Z pobliskiej wsi zarekwirowano furmanki, załadowano zdobycz, zwolniono jeńców i wycofano się do Puszczy Rudnickiej. Po godzinie z Jaszun przyjechały dwie ciężarówki Niemców. Niemcy nie kontynuowali jednak pościgu w lesie. Akcja zakończyła się pełnym sukcesem.
Pod koniec marca w okolice Puszczy Rudnickiej przeszła też 3 Brygada Szczerbca. W czasie spotkania brygad doszło do krótkiej wymiany bratobójczego ognia. Przednia straż 3 Brygady ubrana była w niemieckie mundury, a biało-czerwonych opasek z daleka nie zauważono. Podczas spotkania ustalono plan współdziałania. Dotyczyło ono między innymi wspólnej akcji na Nowe Troki. Celem odwrócenia uwagi niemieckiego garnizonu, zaplanowano pozorny atak kawalerii 3 Brygady na Landwarów. W chwili kiedy kawaleria rozpoczęła ostrzeliwanie Landwarowa, pozostałą część 3 Brygady i pluton 7 Brygady uderzyły na Nowe Troki. Pozostała część 7 Brygady stanowiła ubezpieczenie. Zdobyto Arbeitsamt, gdzie spalono wszystkie dokumenty. Szczególnie zaciekłe walki toczyły się przy zdobywaniu siedziby Gestapo i koszar policji litewskiej. Partyzanci odnieśli zwycięstwo. Zwolniono 45 Polaków z miejscowego więzienia. W akcji zginął jeden żołnierz, 10 zostało rannych. Zdobyto bardzo dużą ilość broni, amunicji, granatów, mundurów, żywności, papierosów, maszyn do pisania. Nad ranem brygady wykonały 30-kilometrowego odskok.

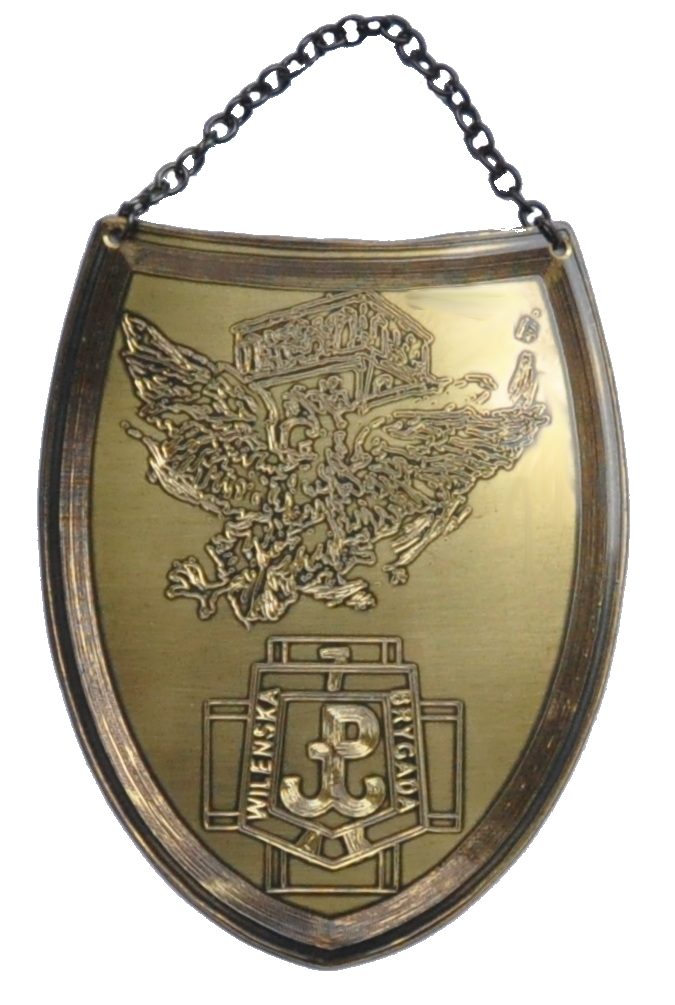
Ryngraf pamiątkowy 7 Brygady

W końcu marca brygada stacjonowała w Skorbucianach. 12 kwietnia 7 Brygada została zaatakowana od strony Ternian i Międzyrzecza przez niemiecki oddział. Atak zaskoczył partyzantów. Oczekiwano plutonu 3 Brygady „Szczerbca”, umundurowanego zwyczajowo na wzór niemiecki. Podczas walk pod Skorbuciany podszedł sowiecki oddział partyzantki. On też miał za zadanie zlikwidować 7 Brygadę. Oddział sowiecki włączył się do walki. Trzy walczące strony walczyły każda z każdą. Wykorzystując tę sytuację 7 Brygada wycofała się z pola walki i odskoczyła od Skorbucian.
9 maja uderzono na niemiecką załogę majątku Landwarów. W wyniku tej akcji zdobyto kilkanaście koni pociągowych. Niestety, nie udało się zdobyć broni. Jeden z partyzantów nie wytrzymał nerwowo i wystrzelił przedwcześnie. Zaalarmowało to Niemców, którzy nie dali się rozbroić.
12 maja została przeprowadzona akcja we wsi Kiewliszki. Oddział litewski rozkazał mieszkańcom Kiewliszek zorganizować dla siebie kąpiel w łaźni. Partyzanci 7 Brygady, zaalarmowani przez łącznika, otoczyli łaźnię i rozbroili bez walki zaskoczonych Litwinów. Był to oddział który, według oświadczeń miejscowych chłopów, wielokrotnie znęcał się nad miejscową ludnością. Sąd doraźny skazał siedmiu Litwinów na śmierć przez rozstrzelanie.
7 czerwca brygada całością sił przeprowadziła akcję na bunkry w okolicach Południ. Niemiecko-litewska obsada bunkrów odparła jednak ataki. Po nadejściu posiłków 
brygada wycofała się z pola walki bez strat własnych.
Od 9 do 18 czerwca brygada prowadziła szkolenie taktyczne w Taboryszkach. 19 czerwca jej 2 i 3 pluton przeprowadził akcję na niemiecki magazyn broni i bomb lotniczych koło Jaszun. Akcja przebiegła bez strat własnych. Zdobyto bomby, które przekazano w majątku Ropieje do magazynu konspiracyjnego.
W końcu czerwca brygada weszła w skład Zgrupowania nr 1 Okręgu Wilno Armii Krajowej, a stacjonowała w okolicach Puszczy Rudnickiej. Na bazie brygady powołany został nowy Oddział Partyzancki „Gozdawy” pod dowództwem por. Jerzego Różałowskiego „Gozdawy”. Oddział ten 7 lipca miał przeprowadzić akcję na majątek koło Porubanku, gdzie mieściła się duża jednostka organizacji Todta. W czasie tej akcji planowano zdobyć broń. Wykonać tej akcji nie udało się, ponieważ do miejscowości tej przybył 100 osobowy oddział niemiecki.
7 lipca Brygada „Wilhelma” wykonała zasadzkę na szosie Wilno-Grodno koło miejscowości Chazbiejowicze i rozbiła kolumnę wojska niemieckiego. Poległ dowódca drużyny Eugeniusz Ihnatowicz „Marchołt”, którego pochowano na cmentarzu w Skorbucianach.
Jeszcze 26 czerwca mjr dypl. Teodor Cetys „Sław” i ppłk Zygmunt Blumski „Strychański” przedstawili do zatwierdzenia ppłk. „Wilkowi” plan akcji na Wilno. Rozkaz operacyjny nr 1 „Ostra Brama” zawierał ogólne wytyczne walki o miasto i wycinkowe rozkazy dla oddziałów partyzanckich. Planowano między innymi utworzenie Zgrupowania Bojowego nr 4 „Południe” pod dowództwem kpt. Stanisława Sędziaka „Warty”. Składać się ono miało z 7 Brygady i oddziału „Gozdawy” oraz II batalionu por. „Krysi” i VII batalionu por. „Ostoji”.
Zgrupowanie Bojowe nr 4 nie wzięło udziału w uderzeniu na Wilno. Sytuacja, jaka wytworzyła się w tym zgrupowaniu w okresie 6-7 lipca 1944 roku, nie jest do końca wyjaśniona. 7 Brygada i Brygada „Gozdawy” stacjonowała w Puszczy Rudnickiej. Kpt. „Warta” po przybyciu do Puszczy Rudnickiej nawiązał łączność z inspektorem trockim kpt. Jerzym Bronikowskim „Jan Czarny” i z dwoma brygadami 7 i „Gozdawy”. Prawdopodobnie Zgrupowanie to nie potrafiło przyśpieszyć o dobę uderzenia na Wilno, tzn. przeprowadzić atak w nocy z 6 na 7 lipca. Z rana 7 lipca kpt. „Warta” otrzymał wiadomość, że do Wilna nie można dostać się, gdyż toczy się tam walka. Około południa 7 lipca przez Puszczę Rudnicką maszerowały już oddziały Armii Czerwonej. Spowodowało to, że w 7 Brygadzie i Brygadzie „Gozdawy” ogłoszono demobilizację, ale już około 10 lipca przeprowadzono mobilizację i skoncentrowano się w Skorbucianach.
W trakcie operacji Ostra Brama oddziały 7 Brygady i oddział „Gozdawy” operowały w okolicy Skorbudan, nie biorąc udziału w walkach o Wilno.
Ostatnią akcją 7 Brygady, była nieudana osłona odprawy dowództwa Okręgu Wilno AK z sowietami w Boguszach. Odprawa okazała się pułapką NKWD, a 7 Brygada biernie przyglądała się sowieckiej akcji i nie potrafiła skuteczne przeciwdziałać.

## Żołnierze brygady
Dowództwo brygady
- komendant – por. Wilhelm Tupikowski „Wilhelm”
- zastępca komendanta – por. Wiesław Makowski „Wacław”
- adiutant – bosman Jan Czerwiński „Żuk”
- oficer ds. specjalnych – por. Adolf Połoński „Benek”
- kapelan – ks. Antoni Prajsser „Gerwazy”
- służbowy – Józef Juruś „Maj”
- łącznik – Jadwiga Czerwińska „Malina”
- sanitariusz – Wanda Jankowska	„Pigułka"

Oficerowie dyspozycyjni po 8 lipca 1944
- ppor. Władysław Kułakowski „Rudy”
- ppor. Ryszard Manteuffel „Hylzen”
- ppor. Stanisław Dakiniewicz „Rak”
- ppor. Idzi Kupczyk „Dolny”'
- ppor. Leon Nagrabecki „Lech”

Inni żołnierze
- Wiktor Iwanowski